# SDSS J090745.0+24507
SDSS J090744.99+024506.8 (SDSS 090745.0+024507)是一顆以兩倍於銀河系逃逸速度(光速的0.002)離開的恆星。截至2005年，它是被發現的恆星中速度最快的，是第一顆被歸類為超高速星的恆星。哈佛-史密松寧中心的Warren Brown稱它為"流放星"。
科學家的理論認為它是8,000萬年前接近銀河系中心黑洞的聯星系統中被拋射出的一顆恆星。
這顆恆星的年齡大約是8,000萬歲，並且富含金屬(這只是說它含有比氫和氦重的元素)，因此是在星系的核心區域內演化形成恆星的，並且就直接離開了銀河中心。他在空間中的時速超過150萬英里(每秒420英里或670公里)，是銀河系逃逸速度的兩倍；因此銀河系的引力不能束縛它，這顆恆星最後終將被彈出銀河系。
這顆恆星是哈佛-史密松寧天文物理中心MMT天文台的天文學家Warren Brown、Margaret J. Geller、Scott J. Kenyon和Michael J. Kurtz等人發現的。
這顆恆星可能是遭遇到超大質量黑洞才被彈出的方案是Jack G. Hills在1988年提出的。

## 延伸讀物
- Gualandris, Alessia; Portegies Zwart, Simon & Sipior, Michael S., , Monthly Notices of the Royal Astronomical Society, 2005, 363 (1): 223–228, doi:10.1111/j.1365-2966.2005.09433.x
- Brown, Warren R.; Geller, Margaret J.; Kenyon, Scott J. & Kurtz, Michael J., , Astrophysical Journal, 2006, 640 (1): L35–L38, doi:10.1086/503279
- Fuentes, Cesar I.; Stanek, K. Z.; Gaudi, B. Scott;  et al, , Astrophysical Journal, 2006, 636 (1): L37–L40, doi:10.1086/499233
- Bromley, Benjamin C.; Kenyon, Scott J.; Geller, Margaret J.;  et al, , Astrophysical Journal, 2006, 653 (2): 1194–1202, doi:10.1086/508419

## 外部連結
- Press release
- 第一顆以高達時速150萬英里被驅逐的恆星（页面存档备份，存于） (PhysOrg.com)